# Stanka Setnikar Cankar
Stanka Setnikar Cankar, slovenska političarka in ekonomistka, * 10. januar 1953, Ljubljana.
Pod njenim vodstvom je bilo izvedena uspešno preoblikovanje Visoke upravne šole v Fakulteto za upravo; v obeh je tudi delovala kot dekanica in prodekanica, in sicer za mednarodno ter za študijsko dejavnost. 
V 12. vladi pod vodstvom Mira Cerarja je bila imenovana za ministrico za izobraževanje, znanost in šport. 6. marca 2015 je odstopila s položaja, ko se je ugotovilo, da je bila v preteklih letih rekorderka po izrednih zaslužkih, plačanih iz proračunskega denarja.